# De forenede Dampmøller
De forenede Dampmøller A/S var et aktieselskab i København, som forarbejdede korn på dampmøller.
Selskabet opstod 1874 ved en sammenslutning af Store Kongensgades Mølle og Christianshavns Mølle. Sidstnævnte, David Halberstadt & Co.s dampmølle, var etableret 1857 på Christianshavn. 1897 gik selskabet i likvidation og blev opslugt af De danske Dampmøller. Halberstadts Dampmølle blev fortsat til 1911, hvor den gik konkurs.
1877-97 var Holger de Fine Olivarius direktør for firmaet, og han fortsatte i De danske Dampmøller, hvor han 1905 blev direktør.